# Li zite 'ngalera
Li zite 'ngalera ("I fidanzati nella galera") è un'opera comica del compositore italiano Leonardo Vinci, su libretto di Bernardo Saddumene, in napoletano. La prima dell'opera avvenne al Teatro dei Fiorentini di Napoli, il 3 gennaio 1722.

## Ruoli
| Personaggio       | Registro              | Prima                       |
| ----------------- | --------------------- | --------------------------- |
| Ciomma Palummo    | soprano               | Rosa Cirilli                |
| Federico Mariani  | basso                 | (non indicato)              |
| Belluccia Mariano | soprano               | Ippolita Costa              |
| Ciccariello       | soprano (in travesti) | (non indicato)              |
| Carlo Celmino     | soprano (in travesti) | Giacomina Ferrari           |
| Titta Castagna    | contralto             | Filippo Calantro (Calandra) |
| Rapisto           | basso                 | Giovanni Romaniello         |
| Meneca Vernillo   | tenore (in travesti)  | Simone de Falco             |
| Colagnolo         | tenore                | (non indicato)              |
| Assan             | basso                 | (non indicato)              |
| Na schiavottella  | soprano               | Laura Monti                 |

## Trama
La trama si svolge a Vietri sul Mare. Il giovane gentiluomo sorrentino Carlo Celmino abbandona il suo vecchio amore Belluccia Mariano per la sua nuova fiamma, Ciomma (detta anche Ciommetella) Palummo, parente della vecchia Meneca Vernillo, madre di Titta Castagna che ama, non ricambiato, Ciommetella, la quale è oggetto anche delle attenzioni amorose del barbiere Col'Agnolo. Travestita da uomo, sotto il falso nome di Peppariello, Belluccia fugge dalla casa paterna in cerca di Carlo, per poter recuperare l'onore perduto. Così travestita riesce a far innamorare di sé numerose donne del luogo, tra cui la stessa Ciomma. Giunge il padre di Belluccia, il comandante di galera Federico Mariano, servito fedelmente dal suo schiavo Assan. Riconosciuti la figlia e Carlo, minaccia ad entrambi la morte ma i due giovani, riconciliati, sposati e ottenuto il perdono paterno, partono infine lasciando ai paesani il ricordo de "li zite 'ngalera".